# Peperomia parcipeltata
Peperomia parcipeltata är en pepparväxtart som beskrevs av G.Mathieu. Peperomia parcipeltata ingår i släktet peperomior, och familjen pepparväxter. Inga underarter finns listade i Catalogue of Life.